# Operatie Odyssey Dawn
Operatie Odyssey Dawn was de codenaam voor het Amerikaanse optreden in Libië om het vliegverbod boven Libië te handhaven. De Verenigde Staten maakten deel uit van een internationale coalitie, genoemd de Coalition of the willing, om dit doel te bereiken. Dit vliegverbod werd door de Veiligheidsraad van de Verenigde Naties in resolutie 1973 vastgelegd om een einde te maken aan de aanvallen op Libische burgers door de strijdkrachten van Moammar al-Qadhafi. Het aandeel van het Verenigd Koninkrijk in de handhaving van het vliegverbod kreeg de naam Operatie Ellamy, de Franse inbreng Operatie Harmattan en de Canadese inbreng Operatie MOBILE.

## Aanleiding
In februari 2011 kwam de bevolking van Libië in opstand tegen dictator Moammar al-Qadhafi die al 42 jaar Libië regeerde. Deze opstand was inmiddels uitgemond in een gewelddadig conflict dat verscheidene malen als burgeroorlog is omschreven. Naar aanleiding van deze situatie, die steeds meer verslechterde voor de burgerbevolking, nam de Veiligheidsraad van de Verenigde Naties op 17 maart 2011 een resolutie aan die een vliegverbod instelde boven Libië met als doel de burgerbevolking te beschermen tegen haar eigen regering.
Op 18 maart 2011 schond Qadhafi de VN-resolutie. Zijn leger beschoot onder andere heel de ochtend met tanks Benghazi. Volgens de Arabische nieuwszender Al Jazeera vielen daarbij 26 doden en werden meer dan 40 mensen gewond. Ook werd deze dag de westelijke stad Zintan gebombardeerd en naderden tanks van Qadhafi de stad.
Op 19 maart werd een internationale top over Libië gehouden in Parijs waaraan VN-secretaris-generaal Ban Ki-moon en vertegenwoordigers van de Verenigde Staten, de Europese Unie en de Arabische Liga deelnamen. Daar werd besloten om over te gaan tot militair ingrijpen. De Amerikaanse president Obama gaf aan dat de oplossing van militair ingrijpen door niemand werd gewenst, maar dat Qadhafi door zijn acties de wereld geen keus liet.

## Oorlogsverloop

### Dag 1: 19 maart 2011
De geallieerde operaties begonnen met observatie, luchtaanvallen en raketten gericht op Libische militaire doelen. Het Pentagon meldde dat om 20.21 uur ongeveer 110 Tomahawk kruisvluchtwapens werden gelanceerd op 20 Libische geïntegreerde grond- en luchtverdedigingssystemen langs de Libische kustlijn. In het gebied waren 25 schepen van de coalitie aanwezig met inbegrip van drie Amerikaanse onderzeeboten. Ondertussen berichtte de Libische staatstelevisie dat vijandelijke kruisvaarders burgerdoelen bombeerden in Benghazi, Zuara en Misrata.

### Dag 2: 20 maart 2011
Drie B2-stealthbommenwerpers wierpen 40 bommen uit boven een belangrijk Libisch vliegveld. Verder werden Harriers, F-15's en F-16-gevechtsvliegtuigen ingezet. Een woordvoerder van de US Africa Command te Stuttgart deelde mee dat 19 Amerikaanse gevechtsvliegtuigen, waaronder B2-stealthbommenwerpers, militaire doelwitten in Libië hadden aangevallen. Men viseerde vooral vliegbasisterreinen en luchtafweer. Ook grondtroepen van Qadhafi nam men onder vuur. Vier Belgische F-16-gevechtsvliegtuigen voerden eveneens een controlemissie uit boven het Libische grondgebied. Ze vertrokken daarvoor uit de Griekse luchtmachtbasis in Araxos bij Patras.

### Dag 3: 21 maart 2011
De internationale coalitie heeft verder doelwitten gebombardeerd. Tijdens de avond werden in Tripoli vijf krachtige explosies waargenomen. Marinebasissen aan de oevers van de Middellandse Zee, legerbases in de buurt van Benghazi en de stad Sebha werden eveneens onder vuur genomen. Deze stad ligt in het centrum van Qadhafi's stamgebied.

Om 22.30 u stortte een F-15 van de Aviano Luchtmachtbasis neer op 40 km ten zuidwesten van Benghazi. Beide bemanningsleden konden zich via hun schietstoel redden.

### Dag 4: 22 maart 2011
Gedurende de vroege morgen van 22 maart 2011 werd de piloot gered via een V-22 Osprey; de wapenofficier werd later gered door de rebellen.

President Obama drong erop aan dat de NAVO de leiding van de militaire acties overnam van de Verenigde Staten. Vooral Turkije stelde dit in vraag.

## Bevelsstructuur
De operatie Odyssey Dawn stond onder bevel van het United States Africa Command onder leiding van generaal Carter Ham. Het tactische bevel van de operatie werd uitgeoefend vanaf de USS Mount Whitney, gelegen in de Middellandse Zee, onder bevel van admiraal Samuel J. Locklear. Later werd dit de NAVO.